# NGC 1422
NGC 1422 (другие обозначения — ESO 548-77, MCG -4-9-51, IRAS03393-2150, PGC 13569) — спиральная галактика в созвездии Эридан. Открыта Фрэнком Ливенвортом в 1886 году. Описание Дрейера: «очень тусклый, довольно маленький, вытянутый в позиционном угле 80° объект».
Этот объект входит в число перечисленных в оригинальной редакции «Нового общего каталога». Вторая версия Индекс-каталога содержит исправленные координаты относительно указанных в Новом общем каталоге.
Галактика NGC 1422 входит в состав группы галактик NGC 1395. Помимо NGC 1422 в группу также входят ещё 32 галактики.